# ساه (حضرموت)

تعديل مصدري - تعديل

ساه هي مدينة يمنية تتبع محافظة حضرموت، بلغ تعداد سكانها 7149 نسمة حسب الإحصاء الذي أجري عام 2004.